# Seznam českých fotografek
Toto je seznam českých fotografek, které se v Čechách narodily nebo jejichž díla jsou s touto zemí úzce spojena. Seznam je seřazený podle abecedy.

## A
- Irena Armutidisová (* 1956), fotografka a vysokoškolská pedagožka, členka tvůrčí skupiny Milan

## B
- Barbora Bálková (* 1978), spojuje malbu a fotografii s novými médii, zachycuje prožívání a proměny lidské identity, často s akcentem na ženskou zkušenost
- Markéta Bendová (* ?)
- Eliška Blažková (* 1983), věnující se převážně dokumentu
- Zuzana Blochová (* 1979)
- Kamila Berndorffová (* 1957), současná česká reportážní a dokumentární fotografka. Stěžejními náměty její tvorby je Indie a žena v islámské společnosti
- Bohumila Bloudilová (1876–1946), sestřenice Josefa Sudka provozovala ateliér v Kolíně
- Pavla Brady (* 1972) fotografka, překladatelka, tlumočnice, soudní znalkyně a politička
- Veronika Bromová (* 1966) výtvarná umělkyně, vysokoškolská pedagožka, fotografka, součástí její práce jsou také prostorové instalace, objekty, kresby a performance

## C
- Věra Caltová (1923–2009), divadelní fotografka v Divadle J. K. Tyla v Plzni

## Č
- Tamara Černá (* 1965), umělecká fotografka, choreografka, tanečnice, primabalerína a baletní mistryně
- Lucie Čižmářová (* ?), environmentální fotografka, terénní zooložka a ochránkyně přírody

## D
- Zdenka Datheil (Nelly Zdenka Arnoštová; 1908–2000), francouzská malířka a fotografka československého původu
- Eva Davidová (* 1932–2018) historička umění, etnografka, socioložka a fotografka, patřila k zakladatelům české romistiky
- Markéta Dlouhá-Márová (* ?)
- Petra Doležalová (* 1976), fotografka, cestovatelka a dokumentaristka
- Milena Dopitová (* 1963), výtvarnice žijící v Praze, fotografka, sochařka, konceptuální a multimediální umělkyně
- Daniela Dostálková (* 1979)
- Lucie Drlíková (* 1973), podvodní fotografka
- Kateřina Držková (* 1978), umělkyně, která se specializuje na fotografii a mediální sebereflexivitu
- Marie Dvořáková (* ?)
- Alena Dvořáková (* 1970) studovala FAMU, fotografka na volné noze, věnuje se zejména dokumentární a portrétní fotografii

## E
- Milada Einhornová (1925–2007), fotografovala v Archeologickém ústavu ČSAV, knižní příběhy pro děti, od sedmdesátých let se svým manželem Erichem Einhornem vydávala fotografické vlastivědné publikace.
- Kristýna Erbenová (* 1987), portrétní fotografka, zabývala se například tématy člověk a krajina a člověk v krajině

## F
- Anna Fárová (1928–2010), česko-francouzská historička umění a překladatelka z francouzštiny. Specializovala se na dějiny a kritiku umělecké fotografie. Její dcera je Gabriela Fárová.
- Gabriela Fárová (* 1963), dcera výtvarníka Libora Fáry a historičky umění Anny Fárové. Fotografuje černobíle především akty a portréty
- Anna Fiedlerová (1841–1919), majitelka významného pražského ateliéru v období 1870–1890 a průkopnice portrétní fotografie v Praze
- Růžena Fikejzlová-Baumová (1900–1975), původním povoláním účetní, po sňatku s českým zoologem, cestovatelem a spisovatelem Jiřím Baumem se stala cestovatelkou, fotografkou a autorkou cestopisů
- Marcela Fish (* 1980), portrétní a aktová fotografka žijící a tvořící v Praze. Specializuje se na platinotypii.
- Sylva Francová (* 1973), výtvarnice pracující v médiích fotografie, videa a kresby. Její umělecké projekty jsou většinou časosběrnými sondami do různorodých sociálních skupin a prostředí.
- Eva Fuková (1927–2015), americká fotografka českého původu, dcera spisovatelky Marie Podešvové a malíře Františka Podešvy, jednalo se o umělkyni s akademickým malířským vzděláním, patřila k nejvýznamnějším osobnostem české umělecké scény druhé poloviny 20. století. Začala fotografovat a lepit koláže, vytvářela takzvané multipláže.

## G
- Lenka Glisníková (* 1990), umělecká fotografka, fotoeditorka zpravodajského serveru Seznam Zpráv, držitelka Ceny Jindřicha Chalupeckého, věnuje také produktové a reklamní fotografii
- Soňa Goldová (* ?)
- Martina Grmolenská (* 1978)

## H
- Hana Hamplová (* 1951), kameramanka v Československé televizi a fotografka na volné noze, vystudovala FAMU, učí na škole reklamní a umělecké tvorby Michael
- Alena Hanzlová (* 1955), architektka, fotografka a kurátorka.
- Jitka Hanzlová (* 1958), aktivní v Německu
- Jiřina Hankeová (* 1948), malířka, fotografka, básnířka a autorka písňových textů
- Jolana Havelková (* 1966), fotografka, filmařka, kurátorka a vysokoškolská pedagožka
- Ester Havlová (* 1967), fotografka, specializující se na fotografii architektury, vystudovala Střední průmyslovou školu grafickou a FAMU v Praze. Zabývá se také publikační činností, je spoluautorkou několika knih fotografií
- Eva Heyd (* 1953), česko-americká publicistka, fotografka a umělkyně
- Dagmar Hochová (1926–2012), dokumentární, portrétní a reportážní fotografka, známá fotografiemi dětí. Její dílo se vymyká dobové tvorbě nejen nekonformností námětů a tvrdošíjností v hledání a odkrývání lidských okamžiků, ale i programovou rezignací na zažité a osvědčené tvůrčí konvence. Nerespektovala žádná kompoziční pravidla, pohrdala aranžováním scén a fotografovaných lidí či objektů, nesnášela umělé osvětlení, zejména bleskové světlo, nezajímala jí technická preciznost. Hlavní pro ni byla síla výpovědi o člověku a té pak podřizovala vše.
- Markéta Hritzová (* 1984)

## J
- Jitka Janatková (1944–2015), fotografka - dokumentaristka pražských památek z let 1965-2005 (kolem 35 000 negativů je uloženo v archivu Národního památkového ústavu - ústředního pracoviště v Praze,
- Libuše Jarcovjáková (* 1952), fotografka a pedagožka na Vyšší odborné škole grafické v Hellichově ulici v Praze, Asociace profesionálních fotografů České republiky jí udělila cenu Osobnost české fotografie za rok 2017
- Julie Jirečková (1878–1963), malířka a fotografka. Stala se první Češkou, která se začala zabývat uměleckou fotografií. Většinu svého života prožila ve společnosti své sestry, někdejší klavírní virtuózky Noemi Jirečkové.
- Alžběta Jungrová (* 1978), reportážní fotografka, USA, Mexiko, Londýn, náročné reportážní a dokumentaristické projekty v rozvojovém světě, fotografovala překupníky heroinu v pákistánském Chajbarském průsmyku, vrakoviště lodí v Bangladéši, útulek pro HIV pozitivní děti ve Vietnamu, železniční provoz v Kambodži nebo pouliční nepokoje v Pásmu Gazy.
- Jana Jeništová-Fiedlerová (Johanna Jeništová-Fiedlerová; 1888–1966), fotografka, spolumajitelka fotografického ateliéru v Prostějově. Stala se jednou z prvních Češek, které se začaly zabývat uměleckou fotografií a byla oceněna na několika mezinárodních fotografických výstavách.
- Jošimi Jokojama (* 1975), japonská fotografka aktivní v Čechách, fotografovala pro módní časopisy v Tokiu, absolvovala Institut tvůrčí fotografie v Opavě.[1][2]
- Magdalena Juříková (* 1956) původem ze Slovenska, historička umění, kurátorka, fotografka, která působí též jako publicistka, kritička a ředitelka Galerie hlavního města Prahy

## K
- Michaela Karásek-Čejková (* 1989), specializuje se na módní, portrétní a reportážní fotografii, se sídlem v Praze
- Marie Karenová (* 1950), malířka, restaurátorka a fotografka. Věnovala se kreslenému filmu, ilustraci dětských časopisů, módním přehlídkám a návrhům kostýmů pro divadla. Působila jako vedoucí skupiny restaurátorů v Restaurátorských ateliérech v Praze.
- Markéta Kinterová (* 1981), vizuální umělkyně, fotografka a tvůrkyně autorských knih. Je ředitelkou platformy Fotograf a šéfredaktorkou časopisu Fotograf.
- Sage Kirkpatrick (roz. Petra Šimčeková;* 1969), česká fotografka a herečka aktivní v USA
- Vendula Knopová (* 1987)
- Běla Kolářová (1923–2010), fotografka a výtvarná umělkyně. Jako žena Jiřího Koláře zůstala pro veřejnost v jeho stínu a tvořila mu zázemí po dobu jejich společného života, Jiří a Běla Kolářovi ale dlouhá léta spolupracovali, vytvářeli i společná díla.
- Gabriela Sauer Kolčavová (* 1977), fotografka, lektorka a překladatelka, věnuje se také psaní knih o zdravém vaření
- Silvie Kolevová (* 1979)
- Daniela Komatović (* 1976), designérka šperků, grafická designérka, malířka, fotografka a vnučka slovenského důstojníka a protifašistického bojovníka Viliama Martina
- Gabriela Kontra (* 1977)
- Vladimíra Kotra (* 1990)
- Alena Kotzmannová (* 1974), fotografka a vizuální umělkyně. Patří k čelným představitelkám české fotografie, zejména generace nastupující na domácí uměleckou scénu krátce před přelomem tisíciletí.
- Marie Kratochvílová (* 1946), umělecky aktivní zejména v 70. a 80. letech 20. století. Spolupracovala např. s Jiřím Valochem, Jiřím Hynkem Kocmanem či Daliborem Chatrným, podílela se na řadě brněnských uměleckých akcí, z nichž mnohé i dokumentovala.
- Barbora Krejčová (* ?)
- Daniela Kroupová (* ?)
- Juliana Křížová (* ?)
- Barbora Kuklíková (* 1977)
- Jana Kupčáková (* 1982), cestovatelka a fotografka, která se zaměřuje především na street foto
- Helena Kupčíková (1943–2015), slovenská fotografka a fotoreportérka, působila v České republice
- Dana Kyndrová (* 1955), dokumentární fotografka se zaměřením na humanistickou fotografii. Je držitelkou ocenění Osobnost české fotografie 2008.

## L
- Dita Lamačová (* ?)
- Andrea Thiel Lhotáková (* ?) dcera fotografa Zdeňka Lhotáka
- Klára Loosová (1904–1942), československá fotografka a spisovatelka. Byla třetí manželkou raně modernistického československo-rakouského architekta Adolfa Loose. Zastřelena po transportu do lotyšské Rigy.
- Markéta Luskačová (* 1944) Češka, která pracovala také na Slovensku, v letech 1964–1970 vytvářela fotografický cyklus Poutníci z náboženských poutí na Slovensku a v Polsku, v letech 1967–1974 fotografovala život ve slovenské vesnici Šumiac

## M
- Macánová Viktorie (*1995) fotografka, dcera básnířky Jitky P. Bařinové[3] ==
- Petra Malá (* ?)
- Bohuslava Maříková (* 1950), divadelní fotografka, ale také fotografka krajin a dětí
- Věra Matějů (* 1947), publicistka a kurátorka, předsedkyně Svazu českých fotografů
- Emila Medková (1928–1985), jedna z nejvýznamnějších představitelek české umělecké fotografie druhé poloviny 20. století, manželka malíře Mikuláše Medka
- Silvie Milková (* ?)
- Barbora Milotová (* 1976), herečka a fotografka
- Hilda Misurová-Diasová (1940–2019), manželka Pavla Diase, věnovala se zobrazení ženskosti, ženské problematice a ženským aktům, i reportáže a známé osobnosti
- Barbora Mrázková (* ?)
- Daniela Mrázková (* 1942), teoretička a kritička umělecké fotografie, publicistka a kurátorka fotografických výstav, zakladatelka Czech Press Photo
- Kamila Musilová (* ?)

## N
- Markéta Navrátilová (* 1972), sportovní fotografka. Jako jediná žena-reportérka od roku 2002 dokumentuje celý cyklistický závod Tour de France
- Barbara Neumann (Barbara Žůrková; * 1987), je součástí umělecké skupiny Alex Neumann, kterou tvoří manželská dvojice a jejich dcera, zabývají se tématem identity v mnoha různých podobách, ovládají možnosti digitálních manipulací fotografického obrazu, místo tradičního zobrazování reálného světa a jeho obyvatel, vytvářejí obrazy neexistujícího světa a uměle vytvořených lidí, v nichž se stírají hranice mezi skutečností a fikcí.
- Martina Novozámská (* ?)

## O
- Markéta Othová (* 1968), fotografka a grafička. Pořizuje konceptuální fotografie, je inspirována také modernistickou (a zejména avantgardní) fotografií, k níž odkazuje nejen z formálního hlediska, ale rovněž častým vyhledáváním námětů v architektuře a designu první poloviny dvacátého století.

## P
- Ludmila Padrtová (1931–2016), kreslířka, malířka a fotografka, patří k velikým solitérům českého moderního umění a spolu s Vladimírem Boudníkem je považována za průkopníka poválečné abstraktní malby
- Dita Pepe (* 1973), patří do generace mladých českých fotografek z počátku 21. století, vyučuje fotografii na ITF, věnovala se reportážní fotografii, v současnosti se občasně zabývá fotografií módy. Je známá díky svému cyklu inscenované portrétní fotografie Autoportréty, ve kterém se fotografovala s ženami různého věku, charakteru i společenského postavení. V roce 2012 získala ocenění Osobnost české fotografie.
- Eliška Podzimková (* 1992), animátorka, ilustrátorka, fotografka a umělkyně žijící v Praze
- Markéta Popperová (1896–1976), pražská německá fotografka ve 30. letech 20. století, její tvorbu lze přiřadit k tvorbě skupiny Neues Sehen
- Bára Prášilová (* 1979), patří do generace mladých českých fotografek z počátku 21. století, portrét, móda
- Míla Preslová (* 1966), fotografka, grafička, malířka a konceptuální umělkyně

## Q
- Karolína Anna Quastová (1850–1941), významná profesionální písecká fotografka, která byla pracovně svázána i s fotografickým ateliérem rodiny Quastů v Sušici

## R
- Monica Ramsza (* ?)
- Barbora Reichová (* 1985), sportovní fotografka, pracuje pro Český olympijský výbor[4]
- Lucie Robinson (* 1978), portrétní, výtvarná a módní fotografka
- Marie Rossmanová (1909–1983), fotografka a herečka, studovala výtvarnou školu Bauhaus
- Nadia Rovderová (* 1971), výtvarnice, kurátorka a publicistka (viz seznam slovenských fotografek)
- Libuše Rudinská (* 1974), česká filmová dokumentaristka, režisérka, producentka a fotografka
- Petra Růžičková (1963–2021), fotografka, výtvarnice, ilustrátorka a básnířka (publikující pod pseudonymem Petra Rosette)
- Viktorie Rybáková (* 1961), česká fotografka, výtvarnice a básnířka
- Hana Rysová (* 1945), dálkově vystudovala výtvarnou fotografii na FAMU u profesora Jána Šmoka

## S
- Ida Saudková (* 1966), specializuje se na klasickou černobílou aranžovanou portrétní fotografii; výjimečně svá díla koloruje
- Sára Saudková (* 1967), fotografka, spisovatelka a bývalá manažerka fotografa Jana Saudka
- Lenka Sedláčková (* 1977)
- Petra Skoupilová (1944–2023), koncerty populární hudby, herce a zpěváky, módu a rovněž ženské akty
- Soňa Skoupilová (1922–2004), česká fotografka
- Sláva Sobotovičová (* 1973), slovenská výtvarnice a fotografka žijící dlouhodobě v Praze, vtipně znázorňuje banální realitu
- Veronika Souralová (* 1968), fotografka, spisovatelka a ředitelka společnosti Czech Photo
- Marie Stachová (1907–1989), redaktorka a grafička týdeníku Světozor, sociální reportáže s Pavlem Altschulem ze severních Čech; vytvářela fotomontáže; fotografovala ve stylu funkcionalismu a nové věcnosti, vytvářela fotogramy
- Štěpánka Stein (* 1976) společně se Salimem Issou je spolupracující autorská dvojice fotografů, která se ve své tvorbě věnuje subjektivnímu dokumentu, portrétu, módní a reklamní fotografii, a prací českých designerů a architektů
- Petra Steinerová (* ?)
- Marianne Stroblová (1865–1917) rakouská fotografka původem z Čech, průkopnice průmyslové fotografie v Rakousku-Uhersku, dokumentovala městskou infrastrukturu, staveniště, plynojemy, interiéry a také lodě
- Věra Stuchelová (* 1973), pracuje v médiu fotografie, instalace, grafiky a malby, zabývá se genderovými tématy, někdy autoportrétem
- Lucie Svobodová (* 1963), výtvarnice, vizuální umělkyně a průkopnice umění nových médií, vyučuje grafickou tvorbu na ČVUT, experimentuje s prostorem, pohybem, okamžikem a zpětnou vazbou ve spojení s výpočetní technikou a moderní technikou obecně, zabývá se tvorbou animací či videoklipů

## Š
- Barbora Šlapetová (* 1973), malířka a fotografka, v letech 1997–2008 podnikala spolu se sochařem Lukášem Rittsteinem expedice na Novou Guineu, kde fotografovala domorodé kmeny.
- Marie Šechtlová (1928–2008), fotografovat začala v roce 1945. Po sňatku s Josefem Šechtlem spolupracovala na rozvoji rodinného ateliéru Šechtl a Voseček až do jeho združstevnění v roce 1953. Koncem 50. let vstoupila na dráhu umělecké fotografky. V 60. letech patřila k nejúspěšnějším fotografům „poezie všedního dne".
- Marie Michaela Šechtlová (* 1952), malířka, fotografka, grafička, autorka exlibris, majitelka uměleckého ateliéru Šechtl a Voseček v Táboře. Její rodiče jsou Josef a Marie Šechtlovi.
- Eva Šlosárová (1953–2014), fotomodelka Jana Saudka, herečka, umělecká maskérka Československé televize a spoluautorka množství fotografií, děl filmové a divadelní tvorby
- Julie Štýbnarová (* ?)
- Růžena Švecová (1941–2018), fotografka a pedagožka, témata: děti, nemocnice, městská panoramata; členka českobudějovické fotografické skupiny Fotos

## T
- Leona Telínová (* 1979), výtvarnice a fotografka žijící a tvořící v Praze
- Nguyen Phuong Thao (* 1972), vietnamská portrétní fotografka působící v Praze, pracovala v MF Dnes a časopisu Reflex
- Tereza z Davle (* 1975), zaměřuje se na akt a portrét
- Jana Tesaříková (* 1982), výtvarnice, kytaristka a fotografka
- Marie Tomanová (* 1984), fotografka a autorka fotografických publikací žijící v New Yorku
- Toyen (Marie Čermínová, 1902–1980), česko-francouzská malířka, představitelka evropského surrealismu, významná osobnost české kultury, ačkoliv většinu života prožila v Paříži. Patří mezi nejvýznamnější a nejsvobodnější tvůrčí osobnosti umělecké avantgardy první poloviny 20. století.

## V
- Jana Vaňourková (* 1953), cestovatelka a fotografka, od roku 1982 do roku 2010 žila v Nizozemsku, kde pracovala v oboru informačních technologií, často cestuje zejména na africký kontinent
- Tereza Vlčková (* 1983), fotografka a zároveň pedagožka na Institutu tvůrčí fotografie v Opavě, kde vyučuje módní fotografii, patří do generace mladých českých fotografek z počátku 21. století
- Michaela Vostalová (* 1983), věnuje se portrétům, sociálnímu dokumentu a ilustraci knih
- Jana Vránová (* 1948), historička umění, kurátorka fotografických a malířských výstav Domu umění města Brna, také překladatelka a grafička
- Slávka Vuletič-Donátová (1890–1950), moravská elektroinženýrka, průmyslnice, feministka, fotografka, filmařka a sportovkyně působící ve vedení závodu Bartelmus, Donát & Co.
- Alena Vykulilová (* 1953), věnovala se reportáži, sociálnímu dokumentu, fotografii aktu, krajiny; vyzkoušela různé fotografické techniky

## W
- Zara Wildmoons (* ?)
- Helena Wilsonová (1937–2019), fotografka a pedagožka

## Z
- Zuzana Zbořilová (* ?)
- Marie Zachovalová (1981–2008), fotografka, kterou Břetislav Rychlík označil za „jeden z nejsvébytnějších talentů české dokumentární fotografie“. Pořizovala dokumentární a krajinářské fotografie, fotografovala život na vesnici, masopustní zvyky, sklizeň jablek, žně, práci v lese i bohoslužby
- Tereza Zelenková (* ?)